# Özge Pala Tulu
Özge Pala Tulu, nascuda Özge Pala, (Ankara, 12 de maig de 1981) va ser una jugadora de voleibol turca.
Özge Pala es va iniciar al voleibol en el club esportiu TED Kolejlier d'Ankara, com estudiant de liceu, i, després de jugar en diversos clubs com el Karşıyaka d'Esmirna, va abandonar el voleibol quan era capitana del equip femení del TED Kolejliler d'Ankara, a l'abril del 2011, contribuent a la seva pujada a Primera Lliga Femenina de Turquia. Va plorar a la crida de "gràcies capitana gran". L'agost del mateix any va ser nomenada directora administrativa (manager) de l'equip de voleibol femení del seu club.
Özge Pala està casada amb l'empresari Kerem Tulu, des del 2009.